# Soziologische Grundbegriffe
Der Begriff Soziologische Grundbegriffe wurde von Max Weber (1913, 1922) in die Soziologie eingebracht. Weber führte damit sehr wirkungsvoll die Begriffsarbeit fort, die bereits unter anderem von Auguste Comte, Ferdinand Tönnies und Émile Durkheim geprägt war.
Weber ging es primär um Begriffsdefinitionen einer empirisch arbeitenden Soziologie. Er definierte nachhaltig, was „Handeln“, „Soziales Handeln“ und „Sinn“ meinen sollten. In siebzehn Paragrafen (Wirtschaft und Gesellschaft) werden weitere soziologische Begriffe entwickelt und axiomatisiert.

## Anlass und Ziel von Webers soziologischer Begriffsbildung
Weber ging es darum, einheitliche Begriffe für den Soziologen zu entwickeln, damit in „korrekter pedantischer Ausdrucksweise“ formuliert wird, „was jede empirische Soziologie tatsächlich meint, wenn sie von den gleichen Dingen spricht“. Damit ist der Anlass und das Ziel bestimmt: die bisherige unterschiedliche soziologische Terminologie der damaligen Zeit sollte für empirische Untersuchungen aufbereitet werden. In „Wirtschaft und Gesellschaft“ (1922) werden wesentliche soziologische Begriffe definiert: „Handeln“, „Soziales Handeln“, „Sinn“ und „Arten des Handelns“ („zweckrational“, „wertrational“, „affektuell“, „traditional“). Zunächst sind es einfache Begriffe, die Weber definiert. Im Laufe des Kapitels werden dann komplexe Begriffe eingeführt: „Herrschaft“, „Politischer Verband“, „Hierokratischer Verband“. Hier verwischt sich dann die definitorische Begriffsbildung mit der Beschreibung und Analyse (siehe auch Webers „Idealtypus“). War der Anspruch bei Weber zunächst der einer Nominaldefinition (Festlegung eines Begriffes durch Aufzählung der Prädikate) ging Weber dann über zur aristotelischen Wesensdefinition (nächsthöhere Gattung – genus proximum – plus spezifische Differenz – differentia specifica), welche dann umfangreich ausfällt.

## Weiterentwicklung der Soziologischen Grundbegriffe
Weber hatte insbesondere mit seinen „Soziologischen Grundbegriffen“ großen Einfluss auf die amerikanische Soziologie um Talcott Parsons und Robert Merton. Insbesondere Parsons ging es in seiner „strukturfunktionalen Systemtheorie“ (siehe Strukturfunktionalismus) um einen Begriffsapparat, den er bei Ferdinand Tönnies und Max Weber vorfand. Parsons bettet das „soziale Handeln“ (Max Weber) in ein System ein und fragte, was ein System leisten müsse, um überleben zu können. Parsons’ Antwort: Jedes Soziale System muss vier Funktionen erfüllen (A-G-I-L): Anpassung an die Umwelt (Adaption), Fähigkeit, Ziele zu definieren (Goal Attainment), Integration ihrer Individuen (Integration) und Erhaltung der Strukturen (Latent Pattern Maintenance); damit sind seine wichtigsten soziologischen Grundbegriffe fixiert.

## Grundbegriffe als Axiome
Bei Weber waren die soziologischen Grundbegriffe lediglich eine Ansammlung von als nützlich für die empirische Forschung angesehenen Definitionen, damit jeder wisse, was gemeint sei. Parsons ging – sehr viel anspruchsvoller – einen Schritt weiter und baute seine Grundbegriffe als „Axiome“ in ein System ein. Axiome sollen nach allgemeiner Ansicht vier Ansprüchen genügen: Sie seien (1) widerspruchsfrei, (2) unabhängig, (3) erschöpfend und (4) evident. Unabhängig (2) sind die soziologischen Grundbegriffe bei Weber sicherlich nicht; die Frage nach der Vollständigkeit (3) wird – anders als bei Tönnies – von Weber erst gar nicht gestellt; die Widerspruchsfreiheit (1) bei Weber muss erst noch geprüft werden; lediglich auf die Evidenz (4) kann sich Weber berufen.
René König wies bereits in den 1950er Jahren auf die Notwendigkeit hin, die Grundbegriffe weiter auf die Axiomatisierung hin fortzuentwickeln. Ihm ging es um eine Kategorienlehre oder Axiomatik als Analytik der apriorischen Strukturen des Denkens. König bezieht sich ausdrücklich auf Immanuel Kant (siehe Kant, Kritik der reinen Vernunft). Schon Tönnies’ („reine Soziologie“) und noch mehr Weber waren von Kant beeinflusst gewesen. Soziologische Grundbegriffe sind für König „Interaktion“ (= „Soziales Handeln“), „Rolle“, „Position“, „Situation“, „Orientierung“ u. a.
Vorbild sind hier einerseits die von Peano in der Mathematik für die natürlichen Zahlen gebildeten Axiome und die von David Hilbert formulierten Axiome für die Geometrie (u. a. Wigand Siebel).
Zuletzt wurde von Renate Mayntz (2006) darüber nachgedacht, ob der freie Wille als Axiom für soziologische Analysen tauge: Nicht der freie Wille lasse Menschen sozial handeln, sondern in der Befolgung von Regeln handele der Mensch sozial (vgl. Voluntarismus).

## Soziologische Grundbegriffe heute
Hans Joas führt als Herausgeber des Lehrbuches der Soziologie (2007) fünf „Schlüsselbegriffe“ der Soziologie ein: „Sozialstruktur“, „Soziales Handeln“, „Kultur“, „Macht“ und „funktionale Integration“. Ziel ist ihm hierbei, die wichtigsten Dimensionen des sozialen Lebens zu erfassen.
Bernhard Schäfers/Johannes Kopp (2006) knüpfen dagegen eher an die Vorstellungen Max Webers an. Ihnen geht es genau so wie diesem um eine „begriffliche und theoretische Grundlegung der Soziologie“ für „Orientierung und Einführung“ in die Soziologie. Damit ist zunächst die Vorstellung aufgegeben, „Grundbegriffe“ als terminologische nicht weiter analysierbare Begriffe axiomatisch einzuführen und sie an den Anfang von Theorien/Systemen zu stellen. Schäfers/Kopp tragen damit – wie andere Soziologen – der Tatsache Rechnung, dass zur Zeit „keine einheitliche Lehrmeinung“ in der Soziologie vorhanden ist (Vorwort).